# NGC 957
NGC 957 is een open sterrenhoop in het sterrenbeeld Perseus. Het hemelobject werd op 9 december 1831 ontdekt door de Britse astronoom John Herschel.

## Synoniem
- OCL 362